# Henoetoeati
Henoetoeati was een oud-Egyptisch koningin in de 20e dynastie van Egypte, mogelijk de grote koninklijke vrouwe van Ramses V.
Het huis van Henoetoeati werd genoemd in de Wilbourpapyrus, een document uit het regime van Ramses V. Door dit document wordt vermoed dat zij de vrouw van Ramses V was, maar het is ook mogelijk dat Henoetoeati de vrouw was van een eerdere koning.